# Mexico City Grand Prix
Als Mexico City Grand Prix wird im Badminton eine offene internationale Meisterschaft von Mexiko in Mexiko-Stadt bezeichnet. Er wurde erstmals 2015 ausgetragen. Der Mexico City Grand Prix gehört dem BWF Grand Prix an.

## Die Sieger
| Saison | Herreneinzel  | Dameneinzel | Herrendoppel                | Damendoppel               | Mixed                       |
| ------ | ------------- | ----------- | --------------------------- | ------------------------- | --------------------------- |
| 2015   | Lee Dong-keun | Sayaka Sato | Manu Attri B. Sumeeth Reddy | Shizuka Matsuo Mami Naitō | Peng Soon Chan Liu Ying Goh |